# Peoria Heights (Illinois)
Peoria Heights es una villa ubicada en el condado de Peoria en el estado estadounidense de Illinois. En el Censo de 2010 tenía una población de 6156 habitantes y una densidad poblacional de 340,86 personas por km².

## Geografía
Peoria Heights se encuentra ubicada en las coordenadas 40°46′42″N 89°32′22″O / 40.77833, -89.53944. Según la Oficina del Censo de los Estados Unidos, Peoria Heights tiene una superficie total de 18.06 km², de la cual 6.87 km² corresponden a tierra firme y (61.94%) 11.19 km² es agua.

## Demografía
Según el censo de 2010, había 6156 personas residiendo en Peoria Heights. La densidad de población era de 340,86 hab./km². De los 6156 habitantes, Peoria Heights estaba compuesto por el 89% blancos, el 5.77% eran afroamericanos, el 0.37% eran amerindios, el 0.97% eran asiáticos, el 0.08% eran isleños del Pacífico, el 0.78% eran de otras razas y el 3.02% pertenecían a dos o más razas. Del total de la población el 2.92% eran hispanos o latinos de cualquier raza.